# Szczegolicha (obwód wołogodzki)
Szczegolicha (ros. Щеголиха) – wieś w Rosji, w rejonie wożegodskim obwodu wołogodzkiego. W 2010 r. liczyła 20 mieszkańców.